# 首都医校
首都医校（しゅといこう）は、学校法人日本教育財団が運営する東京都新宿区にある専修学校。名古屋医専、大阪医専とは総合メディカル学園を形成している。

## 沿革
- 2009年4月 - 設置。
- 2011年4月 - 看護学科Ⅰが増員(40名 → 80名)

## 学科
- 救急救命学科（昼間3年制）
- 高度臨床工学学科（昼間4年制）
- 臨床工学技士特科（昼間1年制）
- 高度看護保健学科（昼間4年制）
- 高度看護学科（昼間4年制）
- 実践看護学科I・II（昼間3年制）
- 助産師学科（昼間1年制）
- 歯科衛生学科（昼間・夜間3年制）
- 高度理学療法学科（昼間4年制）
- 理学療法学科（昼間・夜間3年制）
- 高度作業療法学科（昼間4年制）
- 作業療法学科（昼間・夜間3年制）
- 言語聴覚学科（昼間2年制）
- スポーツトレーナー学科（昼間2年制）
- アスレティックトレーナー学科（昼間3年制）
- 鍼灸学科（昼間・夜間3年制）
- 柔道整復学科（昼間・夜間3年制）
- 介護福祉学科（昼間2年制）
- 精神保健福祉士学科（昼間1年制）
- 社会福祉士学科（昼間1年制）
- 専科
  - 手話技能検定科
  - 認知症ケア科
  - セラピーメイク科
  - 音楽療法科
  - 東洋健康美容科
  - 心理カウンセリング科
  - 福祉住環境コーディネーター科
  - サービス接遇検定科
  - ネイリスト技能検定科
  - メンタルヘルスマネジメント検定科
  - メディカルメイク科

## 取得資格
- 救急救命士国家試験受験資格
- 臨床工学技士国家試験受験資格
- 看護師国家試験受験資格・保健師国家試験受験資格・助産師国家試験受験資格
- 養護教諭2種
- 衛生管理者
- 理学療法士国家試験受験資格
- 作業療法士国家試験受験資格
- 言語聴覚士国家試験受験資格
- はり師試験・きゅう師試験受験資格
- 柔道整復師試験受験資格
- 社会福祉士国家試験受験資格
- 精神保健福祉士国家試験受験資格
- 日本体育協会公認アスレティックトレーナー資格試験受験資格
- JATI認定トレーニング指導者資格試験受験資格
- スポーツリーダー

## 所在地
- 東京都新宿区西新宿1-7-2 モード学園コクーンタワー